# Давыдов, Митрофан Михайлович
Митрофан Михайлович Давыдов (06.11.1896 — 1974) — советский инженер-гидротехник, руководитель строительства гидротехнических сооружений в Казахстане и Средней Азии. В 1946—1955 гг. руководитель проекта переброски стока сибирских рек в бассейн Аральского моря.

## Биография
Родился в с. Радовка Абрамовской волости Оренбургского уезда Оренбургской губернии.
Окончил Казалинскую 1-классную начальную ж.д. школу (1906-09), двухклассное ж.д. училище, г. Туркестан, экстерном сдал экзамен за 5 классов гимназии. Учился на 1-х политехнических курсах инженера Шульмана, г. Санкт-Петербург, в Ташкентском военном училище, отчислен в начале 1916 г. за несколько дней до окончания. Окончил среднее техническое училище, Петроград (1916—1917), парткурсы при 2-м Петроградском райкоме партии (1918), 2-е советские военные инженерные курсы, Петроград (03.1918-06.1919, досрочно). Учился на факультете военных сообщений Военно-инженерной академии РККА (1920-01.1921 гг.), не окончил. Окончил курсы руководящих работников при Среднеазиатском коммунистическом университете, Ташкент (10.1922-04.1923). Без обучения получил диплом инженера-гидротехника в Среднеазиатском хлопково-ирригационном институте, Ташкент (1931).
Член партии эсеров-интернационалистов (август-ноябрь 1917). Член РКП(б) с 6 мая 1919 года (с 6 мая 1918 г. — сочувствующий).
В 1919—1922 гг. служил в РККА, участник Гражданской войны: инструктор Петроградского военно-инженерного техникума (06-08.1919); командир 3-й отдельной саперной роты 5-й стрелковой дивизии (Южный и Кавказский фронты (1919—1920).

### Трудовая деятельность
- 1923—1924 начальник Сырдарьинского областного управления водного хозяйства,
- 1924-1927начальник Казахстанского управления водного хозяйства,
- 1927—1928 начальник Ферганской группы проектно-строительных работ Среднеазиатского управления водного хозяйства.
- 1928—1931 начальник Управления водного хозяйства, член СНК , заместитель председателя Госплана Таджикской ССР.
- 1931—1932 начальник ирригации Главхлопка при Совете труда и обороны в Ташкенте и одновременно преподаватель Института инженеров водного хозяйства.
- 1932 г. начальник института «Средазгидроэнергопроект» Наркомтяжпрома СССР.
- 1932—1934 заместитель управляющего института «Гидроэлектропроект» НКТП СССР,
- 1934—1935 в органах Рабкрин,
- 1935—1937 начальник треста «Суклейстрой» Молдавской ССР.
- 1937—1940 начальник отдела, главный инженер Главного управления водного хозяйства Министерства сельского хозяйства СССР.
- 1941—1943 служба в РККА, начальник строительного участка,
- 1943—1944 на работе по восстановлению Сталинграда,
- 1944—1946 начальник Управления строительства «Камгэсэнергострой» Министерства электростанций СССР,
- 1946—1955 главный инженер проекта Обь-Каспийской проблемы, руководитель проекта переброски стока сибирских рек в Арал Министерства строительства электростанций СССР,
- 1957—1962 главный специалист отдела водных ресурсов Госплана СССР,
- 1962—1966 главный специалист Министерства мелиорации и водного хозяйства РСФСР.

Член Научно-технического совета по проблемам водного хозяйства Академии наук СССР.
В 1928—1931 гг. член ЦИК СССР и ЦК КП Таджикистана.
Медаль «За трудовую доблесть» (1942)

## Публикации
- От Волхова до Амура [Текст] / М. М. Давыдов, М. З. Цунц. — Москва : Сов. Россия, 1958. — 327 с., 32 л. ил. : ил., карт.; 23 см. Тираж 20 000 экз.
- Рассказ о великих реках [Текст] / М. М. Давыдов, М. З. Цунц. — Москва : Госкультпросветиздат, 1955. — 184 с., 23 л. ил. : ил., карт.; 22 см тираж 30 000 экз.
- Водное хозяйство Туркестанских областей КССР : (Сыр-Дарьинская и Джетысуйская губернии) / М. М. Давыдов. — Оренбург : [б. и.], 1925 (Рус.-киргиз. тип. Киргосиздата). — 40 с. : табл.; 26 см.
- Гидротехническое строительство СССР в пятой пятилетке [Текст] : По материалам «Воскресных чтений» Политехн. музея / Инж. М. М. Митрофанов. — Москва : Знание, 1954. — 40 с. : ил., карт.; 20 см.
- Великое гидротехническое строительство в СССР [Текст] : Стенограмма публичной лекции … / Всесоюз. о-во по распространению полит. и науч. знаний. — Москва : [Правда], 1951. — 32 с.; 22 см.
- Воды сибирских рек - пустыням Средней Азии [Текст] : Материал к лекции / М. М. Давыдов ; Всесоюз. о-во по распространению полит. и науч. знаний. Ленингр. отд-ние. - Ленинград : [б. и.], 1952. - 16 с.; 28 см.